# Arnoud de Pret Roose de Calesberg
Arnoud Alfred Marie Gaston Ghislain, comte de Pret Roose de Calesberg, né à Faulx-les-Tombes le 13 décembre 1944, est un homme d'affaires belge d'ascendance noble.  Il a été membre du conseil d'administration de la brasserie internationale InBev, de Delhaize, d'Umicore et d'Euronext - NYSE. 

## Famille
La famille de Pret, qui serait d’origine liégeoise ou gantoise et dont le nom s’écrivait aussi à Anvers primitivement De Preck ou Dupret, descend de Michiel de Pret, négociant en draps (qui serait né à Gand en 1516) et qui se fiança à Anvers en avril 1548 pour épouser le mois suivant Elisabeth Van Appelteren. Ce couple eut plusieurs enfants dont Andries de Pret, qui épousa à Saint-Trond en 1588 Anna van de Putte alias Puteana. Ce couple eut Thomas de Pret (1591 – 1653), qui épousa en 1623 Suzanne Fourmenois. De ce mariage sont issus un grand nombre d’enfants, dont Jacques (ou Jacomo) de Pret (1643 – 1703), grand aumônier d’Anvers en 1672, qui épousa en 1671 Marie Mechtilde Van Horenbeeck dont il eut plusieurs enfants. L’ainé de ceux-ci, également prénommé comme son père Jacques ou Jacomo (1672 - 1736), juge de la chambre des tonlieux et le directeur de la Compagnie d’Ostende, s’efforça de développer la traite des Noirs par des expéditions vers la Côte de l’Or et la Côte des Esclaves . Il mourut sans alliance. Son frère et héritier, Arnold François de Pret (1676 - 1727), grand aumônier d’Anvers en 1717, épousa en 1716 Anne Marguerite Van Horne. Ce couple eut un fils nommé Arnold François Joseph Brunon de Pret (1722 - 1789), seigneur de Calesberg, anobli en 1745, épousa en 1752 Marie Pétronille Moretus. Enfin, Jacques Paul Joseph de Pret (1762 – 1817) épousa en 1789 Jeanne de Roose de Baisy. La descendance de leur fils Jacques de Pret Roose de Calesberg, né en 1802, se poursuit jusqu’à nos jours.
Arnoud de Pret Roose de Calesberg, fils du comte Philippe de Pret Roose de Calesberg (1908-1983), champion de bobsleigh, petit-fils de la vicomtesse Geneviève de Spoelberch (1877-1951), déjà actionnaire des brasseries Artois par sa mère Elise Willems (1855-1941),. Il est marié à Maureen Hélène Yvonne Le Sergeant d'Hendecourt, de laquelle il a 3 filles: Lavinia, Valentine, et Elinor. En 2015, il a créé la fondation Pret Roose, destinée à la préservation du patrimoine historique et culturel familial.

## Carrière
Arnoud de Pret Roose de Calesberg est ingénieur commercial issu de la Louvain School of Management (Université de Louvain - UCLouvain). Il a commencé sa carrière en 1971 comme Corporate Account Officer à la Morgan Guaranty Trust Company à New York. En 1978, il devient trésorier de la compagnie sidérurgique belge Cockerill-Sambre. De 1981 à 1990, il a été trésorier puis directeur financier (1983) et membre du comité de direction (1987) chez UCB. 
En 1990, il se lance comme Corporate Finance Consultant. Il intervient dans la faillite de PRB, filiale de Gechem. L’année suivante, il entre au groupe ACEC-Union Minière comme directeur financier, membre du comité de direction (cette société prendra le nom d'Umicore en 2001). Il a été également trésorier et responsable du financement des entreprises à la Société Générale de Belgique. 
Il a également exercé des mandats d'administrateur chez Delhaize, Sibelco, Tom &Co, Inclusio, ...

## Mandats
- 2015 - 12 mai 2016: vice-président du conseil de surveillance d'Euronext NV [12]
- 1er juillet 2007 - 12 mai 2016: membre indépendant du conseil de surveillance d'Euronext NV [12]
- 2005 - 30 avril 2015: Administrateur chez UCB [12]
- 10 mai 2000 - avril 2015: administrateur non exécutif d'Umicore SA [12]
- Mai 2002 - 26 mai 2011: Administrateur indépendant du Groupe Louis Delhaize [12]
- 1990 - 2011: administrateur d'Anheuser-Busch InBev [12]